# Тогоиани
Тогоиани (груз. თოგოიანი), также Тогоианткари (груз. თოგოიანთკარი) — село в Грузии, на территории Каспского муниципалитета края (мхаре) Шида-Картли.

## География
Село находится в центральной части Грузии, на правом берегу реки Лехуры, на расстоянии приблизительно 7 километров (по прямой) к северу от города Каспи, административного центра муниципалитета. Абсолютная высота — 694 метра над уровнем моря.

## Население
По результатам официальной переписи населения 2014 года, в Тогоиани проживало 75 человек (39 мужчин и 36 женщин). В национальной структуре населения грузины составляли 80 %, осетины — 17,3 %, русские — 2,7 %.
| Год  | Население, человек |
| ---- | ------------------ |
| 2002 | 90                 |
| 2014 | ↘ 75               |